# Chika Entertainment Inc.
Chika Entertainment Inc. es un sello discográfico independiente creado por la cantante chilena Denisse Lillian Laval Soza, más conocida como Nicole en 2005.

## Historia
Luego de su paso por varios sellos como Sony BMG / RCA Records y Warner Music  / Maverick Records; la cantante chilena Nicole decide crear su propio sello discográfico, el cual bautizó en 2005 como Chika Entertainment Inc. donde de forma independiente pudo gestionar su quinto álbum de estudio APT. en el año 2006. 
Chika Entertainment formó alianzas para distribución con el sello Feria Music en 2007, y más tarde con el sello Oveja Negra, perteneciente a la  SCD. 
Actualmente Chika Entertainment distribuye su música vía descarga digital en iTunes e internacionalmente de forma física en el sitio Amazon.

## Lista de músicos
- Nicole

- Datos: Q8345343